# Iglesia de San Juan (Puertomarín)
La iglesia de San Juan o de San Nicolás es un edificio del municipio español de Puertomarín, en la provincia de Lugo.

## Descripción
La iglesia de San Juan se ubica en la localidad lucense de Puertomarín, en Galicia.
De estilo románico, fue declarada monumento histórico-artístico perteneciente al Tesoro Artístico Nacional el 3 de junio de 1931, durante la Segunda República, mediante un decreto publicado el día 4 de ese mismo mes en la Gaceta de Madrid, con la rúbrica del presidente del Gobierno provisional de la República Niceto Alcalá-Zamora y el ministro de Educación Pública y Bellas Artes Marcelino Domingo y Sanjuán.
A comienzos de la década de 1960 tuvo que ser trasladada desde la antigua ubicación de la localidad, el viejo Puertomarín, a la moderna, a raíz de la construcción de presas en el Miño. También es conocida como iglesia «de San Nicolás».
En la actualidad cuenta con el estatus de Bien de Interés Cultural.